# مارک ریچ
مارک ریچ (زاده ۹ دسامبر ۱۹۳۴در آنتورپ بلژیک – درگذشته ۲۶ ژوئن ۲۰۱۳ در لوسرن سوئیس)، با نام قبلی «مارسل داوید رایش» (به آلمانی: Marcell David Reich)، سرمایه دار و دلال در بخش تجارت مواد خام، مواد غذایی، نفت، بنزین و املاک بود. بیشتر شهرت او به خاطر تأسیس شرکت گلنکور و محکومیت او به دلیل فرار از پرداخت مالیات در ایالات متحده و همچنین تجارت غیرقانونی نفت با ایران در زمان بحران گروگانگیری سفارت ایالات متحده در ایران بود. او در زمان محکوم شدن در سوئیس زندگی می‌کرد و هیچگاه به ایالات متحده بازنگشت. در زمان دولت بیل کلینتون او به صورت بحث برانگیزی در ۲۰ ژانویه ۲۰۰۱ و روز آخر دولت کلینتون مورد عفو قرار گرفت.

## پیشینه خانواده
او در سال ۱۹۳۴ از پدر و مادری آلمانی یهودی متولد شد. پدرش سمسار بود و در فرانکفورت امرار معاش می‌کرد. پس از روی کار آمدن نازیها خانواده او به بلژیک گریختند، کشوری که مارسل در آنجا به دنیا آمد. پس از مدتی آلمان‌ها بلژیک را نیز تسخیر کردند و خانواده رایش اینبار به فرانسه گریختند و پس از یک سال از آنجا در تهی دستی و بدون آشنایی با زبان انگلیسی خود را با یک کشتی باری به مراکش و از آنجا به آمریکا رساندند و در سال ۱۹۴۱ نیویورک نزد اقوام ماندگار شدند. خانواده «رایش» در سال ۱۹۴۵ تبعیت ایالات متحد آمریکا را پذیرفت و نام جدید «ریچ» را برگزید که ترجمه انگلیسی نام آلمانی آن‌ها است. پدر او شرکتی در کوئینز نیویورک تأسیس کرد و شروع به واردات مواد اولیه برای تولید کیف نمود. بعدها پدرش شروع به واردات مواد کشاورزی نمود و به تأسیس بانک آمریکایی بولیوی کمک نمود.
مارک پس از دوره دبستان در دبیرستان رودز در منهتن نیویورک و سپس مدت کوتاهی در دانشگاه نیویورک در رشته بازاریابی درس خواند (۱ یا ۲ ترم) و پس از ترک تحصیل در دکان جواهرفروشی پدرش و نزد دیگر یهودیان فراری آلمانی تبار به شاگردی پرداخت. مارک در سال ۱۹۵۴ در شرکت «فیلیپ برادرز» که بزرگترین دلال مواد خام در جهان محسوب می‌شد استخدام شد.
او با دنیس آیزنبرگ ازدواج کرد. دنیس وارث ثروت زیادی از شرکت تولید کفش پدرش بود. آن دو سه فرزند داشتند و یکی از آن‌ها به نام گابریل ریچ در ۲۷ سالگی در اثر سرطان خون درگذشت. در سال ۱۹۹۶ آن دو از هم جدا شدند ولی دنیس به استفاده از نام خانوادگی ریچ ادامه داد. شش ماه بعد مارک با گیسلا روسی ازدواج نمود و این ازدواج هم در سال ۲۰۰۵ به طلاق منجر شد.
در زمان کار در شرکت فیلیپ برادرز او در مورد تجارت بین‌المللی و تجارت با کشورهای جهان سوم مطالب زیادی یاد گرفت. او به فعالیت‌های شرکت در کوبا، بولیوی و اسپانیا کمک می‌کرد.
ریچ در سال ۱۹۷۴ با چند تن از یارانش از جمله پینکوس گرین یک شرکت دلالی مواد خام به نام «Marc Rich + Co AG» در شهر زوگ (معروف به بهشت مالیاتی جهان)
در سوئیس بنیان نهاد. ریچ در سال ۱۹۹۳ بخشی از شرکت خود را به مدیرانش فروخت که از آن پس «Glencore International AG» نامیده شد. او به عنوان پادشاه نفت لقب داشت و در گسترش تجارت نفت بین‌المللی در دهه ۱۹۷۰ نقش زیادی داشت.
فعالیتهای او در شرکتش باعث روابط خوب او با بسیاری حکومت‌های دیکتاتوری شد. او بعدها در خاطرات خود گفته بود که بیشترین سود وی از شکستن تحریم‌های جهانی علیه آفریقای جنوبی در زمان آپارتاید بود. او همچنین با فیدل کاسترو، آنگولا در زمان مارکسیسم، جبهه آزادی‌بخش ملی ساندینیستا در نیکاراگوا، معمر قذافی در لیبی، نیکلای چائوشسکو در رومانی و آگوستو پینوشه در شیلی روابط خوبی داشت.

## ارتباط با ایران
در زمان تحریم فروش نفت توسط اعراب در سال ۱۹۷۳ و ۱۹۷۴ مارک ریچ از دوستانش در خاورمیانه استفاده نمود تا بتواند تحریم‌ها را بشکند و از ایران و عراق نفت خریداری کند. او با خرید نفت ارزان و فروختن گران آن به شرکت‌های آمریکایی سود سرشاری بدست آورد. بعد از انقلاب ایران در سال ۱۹۷۹ میلادی مارک ریچ از روابط خوب خود با دولت جدید ایران استفاده نمود تا بتواند تحریم‌های آمریکا علیه نفت ایران را شکسته و از ایران نفت خریداری کند. با وجود اینکه بیشتر افرادی که قبل از انقلاب در وزارت نفت با ریچ در تماس بودند نظیر دکتر پرویز مینا و علی رضایی از ایران گریخته بودند، ریچ مطمئن بود که دولت جدید ایران در کشوری که بیش از ۹۰ درصد درآمدش از طریق فروش نفت است محتاج او خواهد بود. به خصوص در شرایطی که تمام شرکتهای اروپایی و آمریکایی صنعت نفت ایران را ترک کرده بودند. 
در سال ۱۹۸۰ و در زمان واقعه گروگانگیری در سفارت آمریکا، مارک ریچ قرارداد نفتی بزرگی با دولت ایران بست. در این زمان او به همراه پینکی گرین برای دولت ایران اسلحه، از جمله مسلسل، راکت و سایر مهمات از تایلند ارسال می‌کرد. در زمانی که در دهه ۱۹۸۰ نفت در دنیا تا ۴۰ دلار در بشکه بالا رفت ریچ نفت را از ایران نصف این قیمت خریداری میکرد. از این زمان ایران به مهم‌ترین مشتری ریچ در خاورمیانه به مدت ۱۵ سال بدل شد. او به کمک یک کانال مخفی نفت ایران را برای اسرائیل ارسال می‌نمود. او در خاطرات خود در کتاب "پادشاه نفت" نوشته دانیل امان ادعا کرده‌است که هر دو کشور ایران و اسرائیل از این تجارت آگاه بودند. بر طبق گفته ریچ ایران هر ساله ۱۵٫۷ میلیون بشکه نفت برای اسرائیل ارسال می‌کرده‌است با اینکه دولتهای دو کشور روابط رسمی نداشتند. ریچ همچنین ذکر کرده‌است که از ابتدای تجارت او در ایران مقام‌های بالای حکومت ایران از رابطه او با اسرائیل و ارسال نفت برای این کشور آگاه بودند.
همچنین او ادعا کرده‌است که به دلیل روابط خوب ریچ با دولت ایران، او توانست به مأموران موساد کمک کند که در داخل ایران مأموران اطلاعاتی بدست آورند.

## محکومیت در ایالات متحده
در سال ۱۹۸۳ ریچ و همکارش پینتوس گرین به ۶۵ فقره مورد اختلاس مالی و فرار از مالیات و شکستن تحریم‌های ایران محکوم شدند. در صورت محکومیت او احتمالاً به بیش از ۳۰۰ سال زندان محکوم می‌شد. به گفته رودی جولیانی، دادستان وقت پرونده، مارک ریچ بزرگترین فراری مالیاتی تاریخ ایالات متحد آمریکا بود. اف بی آی تا اواسط دهه ۸۰ میلادی او را درلیست «Ten Most Wanted Fugitives» قرار داده و برای دستگیری او جایزه کلانی تعیین کرده بود. در سال ۱۹۸۵ اف بی آی قصد ربودن او را داشت ولی نقشه لو رفت و دولت سوئیس ریچ را پناه داد. او هیچگاه به ایالات متحده بازنگشت و خود را بیگناه می‌دانست. بعدها شرکت‌های مارک ریچ ۳۵ فقره فرار مالیاتی را قبول کرده و بیش از ۹۰ میلیون دلار جریمه دادند. او چندین بار از دستگیری در انگلستان، آلمان، فنلاند و جامائیکا فرار کرد و حتی به دلیل ترس از دستگیری در مراسم ختم دخترش در سال ۱۹۹۶ نیز شرکت نکرد.
بیل کلینتون در سال ۲۰۰۱، دقیقاً در دروز آخر ریاست جمهوری خود ۱۴۰ نفر را مورد عفو قرار داد. یکی از آن افراد که بسیار بحث‌برانگیز بود مارک ریچ بود. در آن زمان، شیمون پرز و ایهود باراک شخصاً تلاش بسیاری برای عفو ریچ کرده بودند. چون همسر سابق ریچ، (مادر ۳ فرزند او) در دوران حکومت کلینتون، ۴۵۰.۰۰۰ دلار به حزب دموکرات کمک نقدی پرداخت، اینست که در برخی محافل گفته می‌شود، ریچ بخشودگی خود را با این پول خریده است.

## کمک به اسرائیل
کلینتون بعدها گفت که دولت اسرائیل از او درخواست بخشش مارک ریچ را نموده بود. مارک ریچ کمک‌های مالی بزرگی به اسرائیل نموده بود و بسیاری سران دولت اسرائیل از جمله شیمون پرز و ایهود اولمرت از او کمک مالی دریافت کرده بودند. بحث‌ها در مورد دلیل بخشیده شدن او ارتباط زیاد وی با سازمان اطلاعاتی اسرائیل (موساد) را نیز مطرح کرد. مارک ریچ بعدها در زندگی‌نامه خود گفت که او بارها به مأموران موساد در عملیاتهای مختلف کمک کرده‌است. این ادعای او توسط مقامات موساد نیز مورد تأیید قرار گرفته‌است. مارک ریچ گفته‌است که او به مأموران موساد اطلاعات می‌داده است و کمک زیادی برای انتقال نفت ایران به اسرائیل توسط کانال مخفی نموده بوده‌است. رئیس سابق موساد، اونر عزولای، نیز به شخصه از بیل کلینتون درخواست عفو وی را نموده بود. همچنین یکی دیگر از رؤسای موساد، شبتای شاویت نیز از کلینتون درخواست عفو ریچ را نموده بود. رئیس اتحادیه ضد افترا، آبراهام فاکسمن نیز که سازمان او از ریچ بیش از ۲۵۰۰۰۰ دلار در طول سال‌های مختلف دریافت کرده بود به کلینتون نامه نوشت و درخواست عفو ریچ را نمود. 
ریچ در تمامی زندگی خود به شدت از کشور اسرائیل حمایت می‌کرد. او مبلغی نزدیک به ۱۵۰ میلیون دلار به موسسات اسرائیلی نظیر موزه اسرائیل، موزه تل آویو، موسسات تحقیقاتی و تئاترهای اسرائیلی کمک کرده‌است. ریچ به دانشگاه آی دی سی هرتزلیا مبلغ زیادی کمک نمود و ساختمانی در این دانشگاه به نام وی نامگذاری شده‌است.
ریچ به همراه پینکی گرین شریک خود سازمان ریچ را در اسرائیل بنیان نهاد که بزرگترین سازمان خیریه در اسرائیل است و توسط اونر عزولای ( که به کلینتون برای عفو وی نامه نوشته بود) مدیریت می‌شود. سازمان ریچ بیش از ۱۳۵ میلیون دلار در دو دهه گذشته در اسرائیل سرمایه‌گذاری کرده‌است. ریچ همچنین ساختمان مهندسی بافت در دانشگاه بار ایلان را تأمین هزینه کرده بود.

## مرگ
ریچ در اثر سکته در سال ۲۰۱۳ در بیمارستان لوسرن درگذشت. در زمان مرگ او ۷۸ سال سن داشت. بر اساس وصیت وی او در اسرائیل دفن شد.

## جایزه‌ها
مارک ریچ در سال ۲۰۰۷ [دکترای افتخاری] از دانشگاه بار ایلان اسرائیل به دلیل کمک‌های شایان به اسرائیل دریافت نمود. او همچنین دکترای افتخاری از دانشگاه بن گوریون نیز در سال ۲۰۰۷ دریافت کرد. مرکز چایم شبا در تل هاشومر در حومه تل آویو نیز در سال ۲۰۰۸ به او جایزه داد.